# Harrier Jump Jet
Harrier Jump Jet est un jeu vidéo de simulation de vol de combat développé et publié par MicroProse en 1992 sur PC. Le joueur y pilote un avion de chasse de type Harrier GR-7 dont la particularité est d'être capable de décoller et d’atterrir verticalement et de faire du surplace comme un hélicoptère. Avec celui-ci, le joueur accompli différents types de missions à Hong Kong, aux îles Malouines et au Nord Kapp dans un contexte de guerres fictives,.

## Accueil
| Harrier Jump Jet |      |       |
| Média            | Pays | Notes |
| Gen4             | FR   | 82 %  |
| Joystick         | FR   | 84 %  |